# قدرت الله شهاب

## النشأة والتعليم
ولد الكاتب والدبلوماسي الباكستاني الشهير قدرت الله شهاب؛ في 26 فبراير 1917م في گلگت.
وكان شهاب قد التحق بكلية أمير ويلز، في جامو؛ وحصل على الشهادة المتوسطة في العلوم عام 1935م، ثم على بكالوريوس العلوم من نفس الكلية. وقد عمل محررًا للقسم الأُردي والإنجليزي في مجلة الكلية. وبعد حصوله على البكالوريوس؛ ترك العلوم وحصل على ماجستير الأدب الإنجليزي من الكلية الحكومية عام 1939م.
برز شهاب لأول مرة عندما تم اختيار مقال كتبه في سن السادسة عشرة للجائزة الأولى في مسابقة دولية نظمتها مجلة ريدرز دايجست، لندن؛ فأرسل شهاب موضوعًا من خمس وثلاثين صفحة، فحصل مقاله على المركز الأول من بين 19 ألف متسابِق، فنال بذلك الجائزة الأولى.

## العمل الدبلوماسي والسياسي
عمل قدرت الله شهاب مساعدًا ثم نائب رئيس مدينة قبل تقسيم شبه القارة الهندية؛ في أقاليم: أريسه وبهار والبنغال الغربية. وأثناء مجاعة البنغال تطوَّع في المساعدات الخيرية. وبعد تأسيس پاكستان بعامين؛ ساهَم في تشكيل «حكومة كشمير الحرة»، وظل سكرتيرًا عامًا لها. ثم صار نائبًا لوزارة الإعلام، فنائبًا لحاكم مدينة جهنگ، ثم مسئولًا عن الصناعة في إقليم الپنجاب.
وبين أعوام 1954-1962م؛ عمل مديرًا لمكتب الحاكم العام، غلام محمد؛ ثم لمكتب الرئيس إسكندر مرزا والرئيس أيوب خان.
وفي 1953م؛ حصل على دبلوم العلاقات العامة، من المعهد الدولي للدراسات الاجتماعية في هولندا؛ ثم تولى منصب وزير الإعلام، وبعدها ابتُعث سفيرًا لپاكستان في هولندا لمدة ثلاث سنوات. وعُيِّن بعد عودته، في 1966م؛ وزيرًا للتعليم. وفي 1969م؛ استقال من وظيفته وغادر البلاد بعد انقلاب يحيى خان العسكري. وفي 1973م؛ استدعاه رئيس الوزراء، ذو الفقار علي بوتو؛ وعينه وزيرًا للتعليم مرة ثانية.
وإلى جانب مهامه الدبلوماسية والسياسية، فقد شغل شهاب مناصب أخرى مثل: رئاسة الجمعية المركزية للأردية في لاهور، ونائب رئيس الجمعية العلمية للأردية في لاهور، ورئيس جمعية تطوير الأردية في كراتشي.

## الحياة الأدبية
بدأ حياته الأدبية بمقالات عن «بابا گورو نانک»؛ نشرها في مجلة «چاند». وأول قصة نشرها كانت بعنوان «چند راوتي»، ونشرت في مجلة «رومان» الأدبية، التي كان يُصدرها الشاعر المشهور: «اختر شيراني». وقد أسس شهاب اتحاد الأدباء في 1959م، واختير سكرتيرًا عامًا له.
وقد كان لنزوع شهاب الصوفي أثر عميق في كل أعماله. وتعد سيرته الذاتية، شهاب نامه؛ من أهم مصادر التاريخ السياسي والاقتصادي والاجتماعي والروحي، والتي يحرص الپاكستانيون على اقتنائها وقراءتها.

## الوفاة
توفي شهاب في 24 يوليو 1986 في إسلام أباد، باكستان.

## أعماله الأدبية
1- شهاب نامه – سيرة ذاتية.
2- يا خًدا – رواية؛ وقد تُرجمت للعربية ونشرتها دار تنوير للنشر والإعلام باسم سفر الخروج.
3- ماں جی - قصص قصيرة.
4- سُرخ فِیتہ - قصص قصيرة.
5- نفساني - قصص قصيرة.
6- شہاب نگر - منوعات أدبية.
7- باتانس - مقال عن البشتون.

## التكريم
في 23 مارس 2013، أصدر بريد باكستان طابعًا بريديا بفئة 15روبية. وذلك تكريما لقدرت الله شهاب؛ باعتباره من «رجال الادب».